# قاچاق (فیلم ۲۰۰۰)
قاچاق (به انگلیسی: Traffic) فیلمی در ژانر جنایی، درام، مهیج به کارگردانی استیون سودربرگ و نویسندگی استیون گیگان است که در سال ۲۰۰۰ میلادی منتشر شد. در این قیلم به تجارت غیرقانونی مواد مخدر از چندین منظر متفاوت پرداخته می‌شود و شامل مصرف‌کنندگان، مجریان قانون، سیاستمداران و قاچاقچیان است که داستان‌های هر کدام در طول فیلم با هم ادغام می‌شوند، اگرچه برخی از شخصیت‌ها یکدیگر را ملاقات نمی‌کنند. این فیلم اقتباسی از سریال تلویزیونی ترافیک است که از کانال ۴ بریتانیا در سال ۱۹۸۹ پخش شد.
ترافیک در زمان انتشار با واکنش‌های مثبتی روبرو شد و منتقدان از کارگردانی سودربرگ، سبک فیلمسازی، پیچیدگی داستان و عملکرد بازیگران (به ویژه دل تورو) تمجید کردند و برنده جوایز متعددی از جمله چهار جایزه اسکار شد. همچنین با ۲۰۷٫۵ میلیون دلار فروش در سراسر جهان که بسیار بالاتر از بودجه تخمینی ۴۶ میلیون دلاری آن بود به موفقیت تجاری دست یافت.

## خلاصه داستان
یک قاضی محافظه کار توسط رئیس‌جمهور آمریکا منصوب می‌شود تا جنگ کشور علیه مواد مخدر را رهبری کند، اما طولی نمی‌کشد که درمی‌یابد دختر نوجوان خودش هم معتاد است…

## بازیگران
- مایکل داگلاس
- بنیسیو دل تورو
- دان چیدل
- لوئیس گازمن
- دنیس کواید
- کاترین زیتا جونز
- آلبرت فینی
- ماهاندرا دلفینو

## جوایز اسکار
- برنده جایزه اسکار بهترین بازیگر نقش مکمل مرد
- برنده جایزه اسکار بهترین فیلم‌نامه اقتباسی
- برنده جایزه اسکار بهترین تدوین
- برنده جایزه اسکار بهترین کارگردانی
- نامزد جایزه اسکار بهترین فیلم